# Liste der Mitglieder der American Academy of Arts and Sciences/1982
Im Jahr 1982 wählte die American Academy of Arts and Sciences 86 Personen zu ihren Mitgliedern.

## Neugewählte Mitglieder
- Larry Dean Benson (1929–2015)
- Peter L. Berger (1929–2017)
- Jagdish Natwarlal Bhagwati (* 1934)
- Paul A. Brest (* 1940)
- Stephen Gerald Breyer (* 1938)
- Victor Brudney (1917–2016)
- Michael Peter Bruno (1932–1996)
- Giulio Leonardo Cantoni (1915–2005)
- Herbert Horace Clark (* 1940)
- Lewis Alfred Coser (1913–2003)
- William Henry Danforth (1926–2020)
- Peter Demetz (1922–2024)
- Agnes George de Mille (1905–1993)
- Martha Ann Derthick (1933–2015)
- Roland Lvovich Dobrushin (1929–1995)
- Paul Ralph Ehrlich (* 1932)
- George Eisenman (1929–2013)
- William Empson (1906–1984)
- William Kaye Estes (1919–2011)
- Victor Robert Fuchs (1924–2023)
- Herbert Julius Gans (1927–2025)
- William Howard Gass (1924–2017)
- Howard Georgi (* 1947)
- Ruth Bader Ginsburg (1933–2020)
- Kurt Gottfried (1929–2022)
- Roy Walter Gould (1927–2022)
- Paul Randolph Gross (* 1928)
- John Heslop-Harrison (1920–1998)
- Robin Main Hochstrasser (1931–2013)
- Philip Seidman Holzman (1922–2004)
- Leroy Edward Hood (* 1938)
- Thomas Parke Hughes (1923–2014)
- Torsten Husén (1916–2009)
- Akira Iriye (* 1934)
- M. Kent Jennings (* 1934)
- Edward Ellsworth Jones (1926–1993)
- Leo Philip Kadanoff (1937–2015)
- Henry Way Kendall (1926–1999)
- Jeremy Randall Knowles (1935–2008)
- Milton Ridbaz Konvitz (1908–2003)
- Clifford Charles Lamberg-Karlovsky (* 1937)
- Malcolm Daniel Lane (1930–2014)
- Benoit Baruch Mandelbrot (1924–2010)
- Max Vernon Mathews (1926–2011)
- Beatrice Mintz (1921–2022)
- Harold Alfred Mooney (* 1932)
- Jean Iris Murdoch (1919–1999)
- Alfred Nisonoff (1923–2001)
- Douglas Dean Osheroff (* 1945)
- Robert Ghormley Parr (1921–2017)
- Charles Dacre Parsons (1933–2024)
- Nelson Woolf Polsby (1934–2007)
- Richard Allen Posner (* 1939)
- John Thomas Potts (* 1932)
- Calvin Forrest Quate (1923–2019)
- Barbara Gutman Rosenkrantz (1923–2014)
- Jesse Roth (* 1934)
- Vera Cooper Rubin (1928–2016)
- Bengt Ingemar Samuelsson (1934–2024)
- Rudi Schmid (1922–2007)
- Dennis William Sciama (1926–1999)
- Jarvis Edwin Seegmiller (1920–2006)
- David Shoenberg (1911–2004)
- Louis Sokoloff (1921–2015)
- Thirukodikaval Nilakanta Srinivasan (1933–2018)
- Thressa Campbell Stadtman (1920–2016)
- Franklin William Stahl (* 1929)
- Elias Menachem Stein (1931–2018)
- Joan Argetsinger Steitz (* 1941)
- Joseph Holmes Summers (1920–2003)
- Joseph Hooton Taylor (* 1941)
- David William Tracy (1939–2025)
- Russell Errol Train (1920–2012)
- Barry Martin Trost (* 1941)
- Andre Robert Tunc (1917–1999)
- John Robert Vane (1927–2004)
- Jan Maria-Jozef-Emiel Vansina (1929–2017)
- Oswald Garrison Villard, Jr. (1916–2004)
- James Wei (* 1930)
- Richard Samuel Westfall (1924–1996)
- Jean Donald Wilson (1932–2021)
- Christoph Johannes Wolff (* 1940)
- Peter John Wyllie (* 1930)
- Amnon Zalman Yariv (* 1930)
- E-an Zen (1928–2014)
- Theodore Joseph Ziolkowski (1932–2020)